# إنعاش

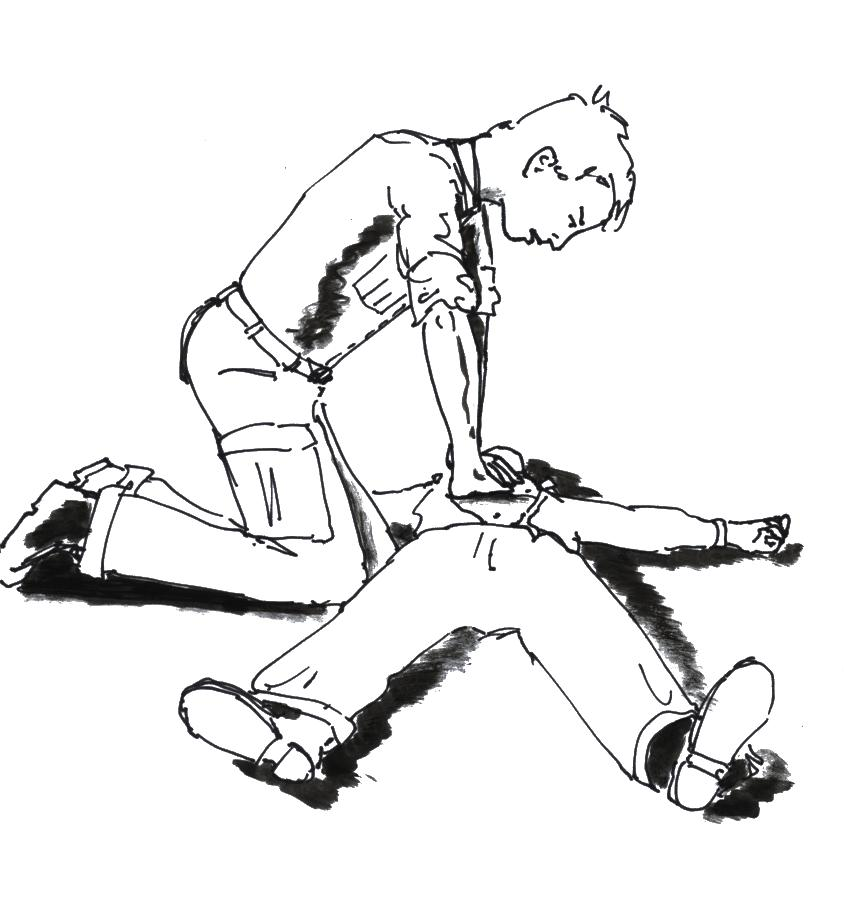
رسم توضيحي للإنعاش القلبي الرئوي.

الإِنْعاش (بالإنجليزية: Resuscitation)‏ هي عمليةُ تصحيح الاضطرابات الفيزيولوجية (مثل ضعف التنفس أو ضربات القلب) في مريضٍ مصابٍ بمرضٍ حاد. يُعد الإنعاشُ جزءًا هامًا من الطب الحرج وجراحة الرضة وطب الطوارئ. يتضمن الإنعاش عددًا من الأنواع، ومنها الإنعاش القلبي الرئوي والإنعاش فمًا لفم.

## المتغيرات
| الجهاز                         | مثال على الأسباب                | مثال على الأسباب                               | الواسم البيولوجي                                             | الواسم البيولوجي                                             | العلاج                                                              |          |
| ------------------------------ | ------------------------------- | ---------------------------------------------- | ------------------------------------------------------------ | ------------------------------------------------------------ | ------------------------------------------------------------------- | -------- |
| التروية الدموية (صدمة دورانية) | صدمة نزفية                      | نقص حجم الدم (صدمة نقص حجم الدم)               | حالة الحجم داخل الأوعية الدموية [الإنجليزية] (طليعة التحميل) | سرعة القلب (تسرع القلب)/ضغط الدم (انخفاض ضغط الدم)/قلة البول | معالجة وريدية/حقن داخل العظم/نقل الدم مع كريات الدم الحمراء المكدسة |          |
| التروية الدموية (صدمة دورانية) | صدمة قلبية                      | صدمة قلبية                                     | نتاج قلبي                                                    | سرعة القلب (تسرع القلب)/ضغط الدم (انخفاض ضغط الدم)/قلة البول | عوامل مؤثرة إيجابيًا في التقلص العضلي/مؤثرات على الميقاتية           |          |
| التروية الدموية (صدمة دورانية) | صدمة توزيع الدم                 | إنتان (صدمة إنتانية)                           | نفاذية وعائية                                                | سرعة القلب (تسرع القلب)/ضغط الدم (انخفاض ضغط الدم)/قلة البول | رافع للتوتر الوعائي                                                 |          |
| التروية الدموية (صدمة دورانية) | صدمة توزيع الدم                 | صدمة عصبية                                     | مقاومة وعائية                                                | سرعة القلب (تسرع القلب)/ضغط الدم (انخفاض ضغط الدم)/قلة البول | رافع للتوتر الوعائي                                                 |          |
| التروية الدموية (صدمة دورانية) | صدمة انسدادية                   | اندحاس قلبي                                    | ثالوث بيك                                                    | ثالوث بيك                                                    | بزل التامور/بضع الصدر مع نافذة تامورية                              |          |
| التروية الدموية (صدمة دورانية) | صدمة انسدادية                   | استرواح الصدر                                  |                                                              |                                                              | بزل الصدر/أنبوب صدري                                                |          |
| التروية الدموية (صدمة دورانية) | صدمة انسدادية                   | انصمام رئوي                                    |                                                              |                                                              | انحلال الخثرة/استئصال الصمة                                         |          |
| اختلال توازن الحمض والقاعدة    | حماض                            | حماض                                           | أس هيدروجيني                                                 | أس هيدروجيني                                                 | بيكربونات الصوديوم                                                  |          |
| اختلال توازن الحمض والقاعدة    | قلاء                            | قلاء                                           | أس هيدروجيني                                                 | أس هيدروجيني                                                 | تدخلي/داعم                                                          |          |
| تبادل الغازات (فشل تنفسي)      | فرط ثنائي أكسيد الكربون في الدم | فرط ثنائي أكسيد الكربون في الدم                | ضغط ثاني أكسيد الكربون الجزئي                                | ضغط ثاني أكسيد الكربون الجزئي                                | تدخلي/داعم                                                          |          |
| تبادل الغازات (فشل تنفسي)      | نقص التأكسج                     | نقص التأكسج                                    | توتر غاز الدم                                                | توتر غاز الدم                                                | العلاج بالأكسجين                                                    |          |
| تغير مستوى الوعي               | غيبوبة                          | تخدر (جرعة زائدة)/سكتة دماغية (نزف داخل القحف) | مقياس غلاسكو للغيبوبة                                        | مقياس غلاسكو للغيبوبة                                        | تدخلي/داعم                                                          |          |
| تنظيم السكر في الدم            | فرط سكر الدم                    | فرط سكر الدم                                   | سكر الدم                                                     | سكر الدم                                                     | إنسولين                                                             |          |
| تنظيم السكر في الدم            | نقص سكر الدم                    | نقص سكر الدم                                   | سكر الدم                                                     | سكر الدم                                                     | جلوكوز                                                              |          |
| اضطرابات الكهرل                | فرط بوتاسيوم الدم               | فرط بوتاسيوم الدم                              | بوتاسيوم مصلي                                                | بوتاسيوم مصلي                                                | كلوريد الكالسيوم/كالسيوم ثنائي الغلوتامات وغيرها                    |          |
| اضطرابات الكهرل                | نقص بوتاسيوم الدم               | نقص بوتاسيوم الدم                              | بوتاسيوم مصلي                                                | بوتاسيوم مصلي                                                | بوتاسيوم                                                            | بوتاسيوم |
| اعتلال خثري                    | أهبة نزفية                      | أهبة نزفية                                     | تحري التخثر [الإنجليزية]                                     | تحري التخثر [الإنجليزية]                                     | بلازما متجمدة جديدة/رسابة بردية/صفائح دموية                         |          |